# Liste der Naturdenkmäler in Schmallenberg
In der Liste der Naturdenkmäler in Schmallenberg sind Naturdenkmäler der nordrhein-westfälischen Stadt Schmallenberg aufgeführt. Sie werden bei der Unteren Landschaftsbehörde des Hochsauerlandkreises geführt.

## Naturdenkmäler
Die gelisteten Naturdenkmäler sind Einzelschöpfungen der Natur. Der Schutz begründet sich durch die Seltenheit, Eigenart oder Schönheit des Naturdenkmals sowie seinen Wert für Wissenschaft, Erd- und Landeskunde. Sie sind entweder naturraumtypische natürliche Kleinbiotope von besonderer Ausgefallenheit und Schönheit oder markante und dominante Einzelelemente mit einer herausragenden landschaftsbelebenden Wirkung. Der Schutz von Naturdenkmälern ist in § 28 des Bundesnaturschutzgesetzes und in den Länder-Naturschutzgesetzen verankert. Die Beseitigung eines Naturdenkmals sowie alle Handlungen, die zu einer Zerstörung, Beschädigung oder Veränderung des Naturdenkmals führen können, sind verboten.

### Gehölze
| Reg.-Nr.             | Bezeichnung            | Lage                                                           | Beschreibung | Bild       |
| -------------------- | ---------------------- | -------------------------------------------------------------- | --- | ---------- |
| AB-HSK-Schm.-ND 231  | ND 231 - Eiche         | Nordenau, vor Heinrich-Köppler-Platz 4 ⊙                       | Eiche, sog. Richtbaum | Eiche      |
| AB-HSK-Schm.-ND 233  | ND 233 - Kastanie      | Niedersorpe, Haus Nr. 14 ⊙                                     | Alte Kastanie |            |
| AB-HSK-Schm.-ND 236  | ND 236 - Eiche         | Niederhenneborn, Haus Nr. 4 ⊙                                  | Alte Eiche |            |
| AB-HSK-Schm.-ND 237  | ND 237 - Eiche         | Oberhenneborn, Hennetalstr. 2 ⊙                                | Eiche am Hof | Eiche      |
| AB-HSK-Schm.-ND 238  | ND 238 - Eiche         | Oberhenneborn, Zum Kreuz 2, Hof Schulte ⊙                      | Alte Eiche | Eiche      |
| AB-HSK-Schm.-ND 239  | ND 239 - Kastanie      | Oberhenneborn, Neuer Weg 6, an der Südecke der Schützenhalle ⊙ | Alte Kastanie | Kastanie   |
| AB-HSK-Schm.-ND 241  | ND 241 - Eiche         | Oberhenneborn, Gemarkung Rarbach 12 / 234 ⊙                    | Eiche, sog. „Friedenseiche“ |            |
| AB-HSK-Schm.-ND 245  | ND 245 - Linden        | Wormbach, Alt Wormbach 15 ⊙                                    | Baumgruppe, 2 Linden am Pfarrheim | Linden     |
| LP-Schm.-NW-2.2.1.1  | ND Eiche               | 750 m westlich von Sögtrop                                     | Alte Eiche (Quercus spec.), der Stamm ist mit Flechten behangen |            |
| LP-Schm.-NW-2.2.1.2  | ND Esche               | 130 m südlich von Sögtrop                                      | Esche (Fraxinus excelsior) im ortnahen Grünland |            |
| LP-Schm.-NW-2.2.1.3  | ND Alteiche            | 110 m nördlich von Oberhenneborn                               | Eiche (Quercus spec.), markante Erscheinung, ein auffälliges und landschaftsbildprägendes Objekt                                                                      |            |
| LP-Schm.-NW-2.2.1.4  | ND Eiche               | 250 m östlich von Obringhausen                                 | Alte Eiche (Quercus spec.) mit ausladenden Krone |            |
| LP-Schm.-NW-2.2.1.5  | ND Baumgruppe          | 1 km nordöstlich von Felbecke                                  | Baumgruppe, zwei starke Stieleichen (Quercus robur) und eine alte Hainbuche (Carpinus betulus), die sich im Randbereich der Weistequellzone auf dem Grünland befinden |            |
| LP-Schm.-NW-2.2.1.6  | ND Eiche               | 230 m südwestlich von Obringhausen                             | Stieleiche (Quercus robur) auf einer Weide |            |
| LP-Schm.-NW-2.2.1.7  | ND Alteichen           | 550 m südöstlich von Werntrop                                  | zwei starke Stieleichen (Quercus robur), heben sich markant von dem angrenzenden Wald ab                                                                              |            |
| LP-Schm.-NW-2.2.1.8  | ND Eiche               | 390 m südöstlich von Grimminghausen                            | landschaftsbildprägende Stieleiche (Quercus robur) | Stieleiche |
| LP-Schm.-NW-2.2.1.9  | ND Eiche               | 350 m westlich von Werntrop                                    | Stieleiche (Quercus robur) landschaftsgliedernder und prägender Solitärbaum                                                                                           |            |
| LP-Schm.-NW-2.2.1.10 | ND Kirsche             | 220 m nördlich von Altenilpe                                   | mächtige, großkronige Kirsche (Prunus avium var.) |            |
| LP-Schm.-NW-2.2.1.11 | ND Eiche               | 1,1 km südlich von Oberhenneborn                               | ältere, markante Eiche (Quercus spec.) |            |
| LP-Schm.-NW-2.2.1.12 | ND Eiche               | 1,1 km westlich von Bad Fredeburg                              | ausladende Alteiche (Quercus robur) |            |
| LP-Schm.-NW-2.2.1.13 | ND Alteiche            | am Dorfrand von Sellinghausen                                  | alte, große Eiche (Quercus robur) |            |
| LP-Schm.-NW-2.2.1.14 | ND Stockausschlagbuche | 670 m westlich von Kückelheim                                  | alte Stockausschlagbuche (Fagus sylvatica) mit einer außergewöhnlichen und markanten Wuchsform (mehr als 10 Einzelstämmen) am Waldrand                                |            |
| LP-Schm.-NW-2.2.1.15 | ND Eiche               | 320 m von östlich Menkhausen                                   | Eiche (Quercus robur) mit reichen Flechtenbewuchs |            |
| LP-Schm.-NW-2.2.1.16 | ND Eiche               | südlich von Menkhausen                                         | Stieleiche (Quercus robur) |            |
| LP-Schm.-NW-2.2.1.17 | ND Hoflinde            | Wohnplatz Keppel                                               | Linde (Tilia spec.) auf dem Hofplatz | Linde      |
| LP-Schm.-NW-2.2.1.18 | ND Eiche               | 390 m östlich von Niederberndorf                               | landschaftsprägende Stieleiche (Quercus robur) mit artenreichen Kryptogamenbewuchs                                                                                    |            |
| LP-Schm.-NW-2.2.1.19 | ND Linde               | 200 m nördlich von Schmallenberg                               | am Rande eines Gewerbegebietes stehende Linde (Tilia spec.) |            |
| LP-Schm.-NW-2.2.1.20 | ND Eiche               | am Dorfrand von Berghausen                                     | Stieleiche (Quercus robur) |            |
| LP-Schm.-NW-2.2.1.21 | ND Eiche               | 290 m westlich von Berghausen                                  | markante Stieleiche (Quercus robur) mit seltenen Kryptogamenflora |            |
| LP-Schm.-NW-2.2.1.22 | ND Eiche               | 150 m südöstlich von Selkentrop                                | in einer Weidefläche stehende Eiche (Quercus robur) |            |
| LP-Schm.-NW-2.2.1.23 | ND Eiche               | 600 m südlich von Arpe                                         | an einer Wegeböschung stehende Eiche (Quercus robur) |            |
| LP-Schm.-NW-2.2.1.24 | ND Winterlinde         | am Dorfrand von Oberberndorf                                   | auf Weidegrünland stehende Winterlinde (Tilia cordata) |            |
| LP-Schm.-NW-2.2.1.25 | ND Eichen              | 510 m östlich von Oberberndorf                                 | freistehende Stieleichen (Quercus robur), beidseitig der Wenne |            |
| LP-Schm.-NW-2.2.1.26 | ND Winterlinde         | 350 m nördlich von Wormbach                                    | auf freier Flur stehende Winterlinde (Tilia cordata) |            |
| LP-Schm.-NW-2.2.1.27 | ND Eichen              | 1,1 km westlich von Bad Fredeburg                              | zwei starke Eichen (Quercus robur) mit landschaftsbildprägendem Charakter                                                                                             |            |
| LP-Schm.-NW-2.2.1.28 | ND Eichen              | 350 m südwestlich von Obringhausen                             | zwei markante Eichen (Quercus robur) |            |
| LP-Schm.-SO-2.2.1.1  | ND Eiche               | südlicher Ortsrand von Obersorpe                               | stockenden Stieleiche (Quercus robur) |            |
| LP-Schm.-SO-2.2.1.2  | ND Linde               | 350 m südwestlich von Schmallenberg                            | frei stehende, vitale Linde (Tilia spec.) nahe einer kleinen Kapelle                                                                                                  |            |
| LP-Schm.-SO-2.2.1.3  | ND Eichen              | 140 m südöstlich von Fleckenberg                               | Stiel-Eichen (Quercus robur) |            |
| LP-Schm.-SO-2.2.1.4  | ND Eiche               | 130 m südöstlich von Holthausen                                | Eiche (Quercus spec.) auf einer Grünfläche |            |
| LP-Schm.-SO-2.2.1.5  | ND Kirsche             | 60 m südlich von Holthausen                                    | Solitär-Kirsche (Prunus spec.) |            |
| LP-Schm.-SO-2.2.1.6  | ND Eichen              | 100 m nördlich von Holthausen                                  | zwei nebeneinander stehende Stiel-Eichen (Quercus robur) |            |
| LP-Schm.-SO-2.2.1.7  | ND Eiche               | 300 m westlich von Mittelsorpe                                 | dreistämmige Eiche (Quercus spec.) auf einer Hangkante |            |
| LP-Schm.-SO-2.2.1.8  | ND Eichen              | 310 m westlich von Almert                                      | zwei breitkronige Stiel-Eichen (Quercus robur) |            |
| LP-Schm.-SO-2.2.1.9  | ND Eiche               | 800 m nördlich von Fleckenberg                                 | dreitriebige Baum mit breiter Krone inmitten einer hängigen Grünlandfläche                                                                                            |            |
| LP-Schm.-SO-2.2.1.10 | ND Eiche               | randlich des Wohnplatzes Almert                                | mächtige Stiel-Eiche (Quercus robur) in Hofnähe |            |
| LP-Schm.-SO-2.2.1.11 | ND Buche               | 340 m westlich von Oberkirchen                                 | Alt-Buche (Fagus sylvatica) im Wald im Westen einer historischen Galgenstätte                                                                                         |            |
| LP-Schm.-SO-2.2.1.12 | ND Eichen              | 360 südlich von Ohlenbach                                      | zwei nebeneinander stehende Eichen (Quercus spec.) im Grünlandtal des Schwarzen Siepens                                                                               |            |
| LP-Schm.-SO-2.2.1.13 | ND Eiche               | 620 m östlich von Brabecke                                     | Stiel-Eiche (Quercus robur) |            |
| LP-Schm.-SO-2.2.1.14 | ND Linde               | 580 m nordwestlich von Grafschaft                              | Freistand-Linde (Tilia spec.) |            |
| LP-Schm.-SO-2.2.1.15 | ND Eichen              | 720 m westlich von Grafschaft                                  | Zwei sehr alte Eichen, stehen torartig entlang eines talquerenden Weges, Koordinaten 51.14593, 8.30968                                                                | Eichen     |

### Geologische Objekte und Quellen
| Reg.-Nr.            | Bezeichnung                               | Lage                                            | Beschreibung | Bild                     |
| ------------------- | ----------------------------------------- | ----------------------------------------------- | --- | ------------------------ |
| LP-Schm.-NW-2.2.2.1 | ND Buchenwald mit Felsrippen und -blöcken | ca. 190 m nördlich von Mönekind                 | 3,54 ha, üppiger Naturverjüngung aufwartender Buchenwald in den massiv Felsrippen und Felsblöcke, Trittsteinbiotop mit geowissenschaftlichen Bedeutung |                          |
| LP-Schm.-NW-2.2.2.2 | ND Felsen                                 | am Ehsenberg ca. 620 m nördlich von Dorlar      | 2,00 ha, Buchenwald mit eingestreuten bis zu 7 m hohen Felsklippen                                                                                     |                          |
| LP-Schm.-NW-2.2.2.3 | ND Buchenwald mit Felsrippe               | rund 820 m südlich von Hebbecke                 | 1,64 ha, Buchenwald mit wenigen Eichen an anstehendem Fels an einem sehr steilen Hang                                                                  |                          |
| LP-Schm.-NW-2.2.2.4 | ND Felsental                              | 330 m nordwestlich von Arpe                     | 0,36 ha, schmale Einschnitte werden von Felsen gesäumt, wobei der Bach über anstehendes Gestein läuft und die Felsen streckenweise über den Bach ragen |                          |
| LP-Schm.-NW-2.2.2.5 | ND Felsen                                 | am Gehenberg 890 m südöstlich von Föckinghausen | 0,94 ha, der Felsbereich liegen in Fichtenbeständen, nördlichen der am Weg liegenden Felsen findet sich ein Heiderest                                  |                          |
| LP-Schm.-NW-2.2.2.6 | ND Kerbtal                                | 780 m westlich von Kückelheim                   | 2,35 ha, das schluchtartig enge Kerbtal ist Refugium für schattenliebende Moose und Farne                                                              |                          |
| LP-Schm.-SO-2.2.2.1 | ND Felsen Everslegge                      | rund 1350 m nordöstlich von Brabecke            | 0,79 ha, Felsabbruchkanten bis zu 5 m Höhe, Buchenbestand unterhalb der Felsen                                                                         |                          |
| LP-Schm.-SO-2.2.2.2 | ND Felsen mit Buchen-Altholzinsel         | 400 m nördlich von Lengenbeck                   | 0,58 ha, 4–5 m hohe Felsaufragungen, ein eindrucksvolles Element der Gebirgsfaltung inmitten eines Buchen-Fichten-Mischbestandes                       |                          |
| LP-Schm.-SO-2.2.2.3 | ND Felsen                                 | 400 m nördlich von Nordenau                     | 0,09 ha, kleinen Felsaufragung bis zu 3,5 m | Felsen Nordenau          |
| LP-Schm.-SO-2.2.2.4 | ND Felsklippen                            | bei Wulwesort                                   | 0,30 ha, 8 m hohe Felsen am Rande des Untroptales, Koordinaten 51.114346, 8.255154                                                                     | Naturdenkmal Felsklippen |
| LP-Schm.-SO-2.2.2.5 | ND Felsen Huckelberg                      | 240 m westlich von Schmallenberg                | 0,28 ha, bis 20 m aufragende Steilwand am Lennetal, stellenweise mit einer spezifischen Farnflora, Koordinaten 51.14756, 8.27787                       | Felsen Huckelberg        |
| LP-Schm.-SO-2.2.2.6 | ND Quellen am Lennetal                    | 530 m südlich von Hoher Knochen                 | 1,31 ha, zwei Quellmulden mit den ablaufenden Rinnen in einem Hang-Buchenwald und seltenere Pflanzenarten                                              |                          |
| LP-Schm.-SO-2.2.2.7 | ND Geologischer Auf- schluss/Faltung      | 550 m südlich von Altastenberg                  | 0,22 ha, geologischer Aufschluss |                          |